# Şahnəzərli
Şahnəzərli è un comune dell'Azerbaigian situato nel distretto di Şabran.